# Bokiny

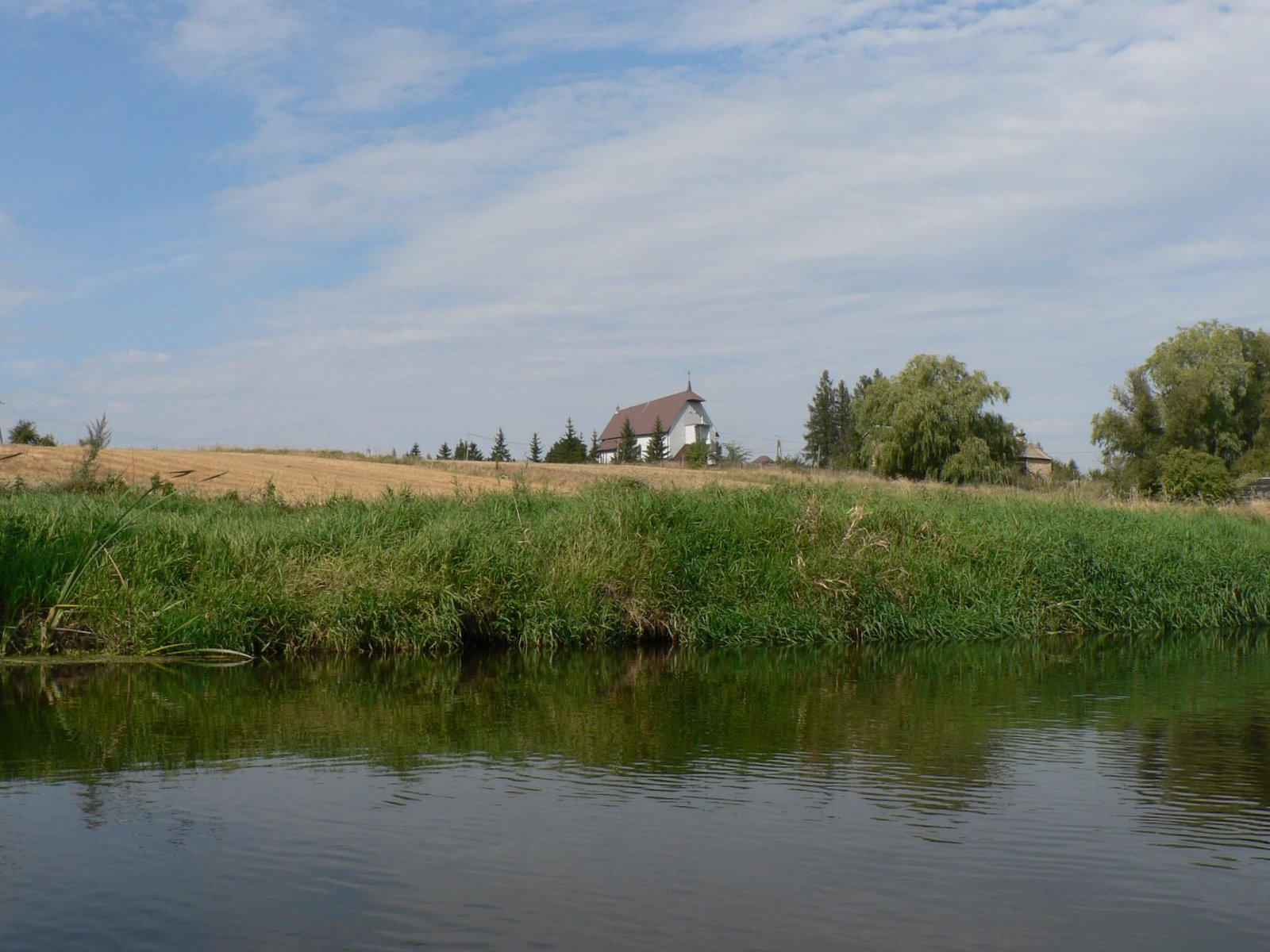

Bokiny [bɔˈkinɨ] es un pueblo en el distrito administrativo de Gmina Łapy, en el Condado de Białystok, Voivodato de Podlaquia, en el noreste de Polonia. Se encuentra a 8 kilómetros (5 millas) al norte de Łapy y 19 kilómetros (12 millas) al suroeste de la capital regional Białystok.